# Aqua aerobik

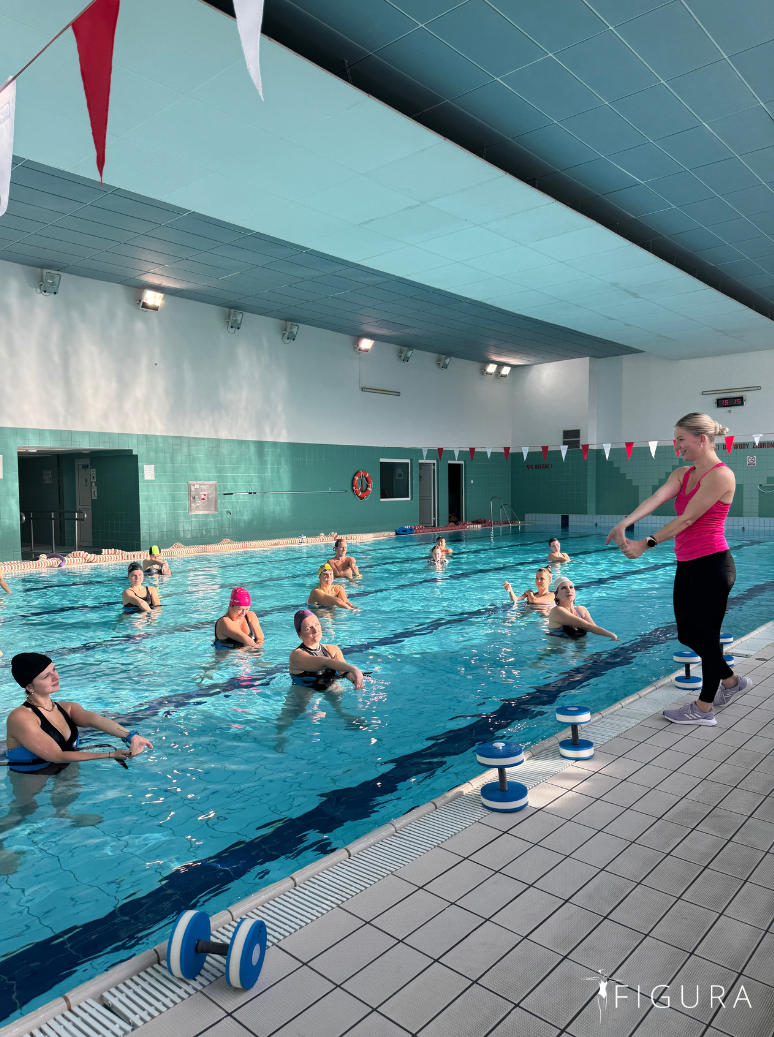
Zajęcia z Aqua Aerobiku

Aqua aerobik (ćwiczenia w wodzie, fitness w wodzie, aquafitness), jest to forma ćwiczeń aerobowych takich jak fitness czy zumba, jednak nie są one wykonywane na sali, a w basenie. Wykonuje się je głównie stojąc w wodzie do pasa lub na głębszej części basenu korzystając z pasów wypornościowych. Aqua Aerobik jest formą ćwiczeń grupowych odbywających się z przeszkolonym trenerem, który pokazuje jak prawidłowo wykonywać ćwiczenia. Zajęcia koncentrują się na wytrzymałości tlenowej oraz na treningu oporowym i treningu siłowym, a do tego są prowadzone w przyjemnej atmosferze oraz przy motywującej muzyce.

## Początki Aqua Aerobiku
Wynalezienie zajęć Aqua Fitness, znanych również jako aerobik w wodzie, przypisuje się Jackowi LaLanne, który w latach 50 XX w. pierwszy raz wspomniał o zaletach ćwiczeń w wodzie w swoim programie telewizyjnym The Jack LaLanne Show. Jednak dopiero w latach 70. i 80. XX w. formalne i zorganizowane zajęcia Aqua Aerobiku stały się popularne.

## Różnica między Aerobikiem lądowym
Chociaż Aqua Aerobik koncentruje się na tym samym treningu kardiologicznym co aerobik lądowy, różni się tym, że dodaje element oporu wody i wyporności do wykonywanych ćwiczeń. Mimo, iż tętno przy aerobiku w wodzie nie wzrasta tak bardzo jak przy aerobiku lądowym, serce pracuje równie ciężko, a co za tym idzie ćwiczenia te pompują więcej krwi do serca. Ćwiczenia w wodzie również zmniejszają obciążenie stawów oraz są idealną formą ćwiczeń rehabilitacyjnych dlatego są polecane przez fizjoterapeutów i specjalistów.

## Badanie na temat wpływu ćwiczeń opartych na wodzie (WT)
Badanie to zostało przeprowadzone przez Scandinavian Journal of Medicine & Science In Sports i dotyczyło przeprowadzenia analizy stanu zdrowia i sprawności fizycznej zdrowych osób dorosłych oraz dorosłych z chorobami podczas wykonywania ćwiczeń w wodzie. Badanie, to miało na celu opracowanie przydatnych zaleceń dla specjalistów ds. zdrowia i sportu. W sumie uwzględniono 62 badania, w tym 26 obejmowało osoby zdrowe, a 36 koncentrowało się na osobach z chorobami przewlekłymi. W grupie zdrowej zauważono korzystny wpływ ćwiczeń w wodzie na równowagę oraz wydolność krążeniowo-oddechową wykonywanych przez co najmniej 12 tygodni (2-3 razy w tygodniu). Wśród osób z chorobami przewlekłymi poprawę zauważono u pacjentów z chorobami kości, fibromialgią, chorobą niedokrwienna serca, nadciśnieniem, udarem, cukrzycą, stwardnieniem rozsianym, a nawet chorobą Parkinsona. Poprawy zdrowia zauważono po około 8-16 tygodniach treningu.

## Zalety Aqua Aerobiku
Aqua Aerobik może znacznie poprawić zdrowie osób zarówno starszych i jak młodszych. Jak stwierdził Harvard Health Publishing podobnie jak ćwiczenia na lądzie, aerobik w wodzie i pływanie mogą być skutecznymi strategiami poprawiającymi wydolność układu krążenia, wzmacniającymi mięśnie, poprawiającymi nastrój, łagodzącymi bóle stawów. Poprawiającymi sen i zmniejszającymi ryzyko zachorowania na choroby serca, cukrzycę, a nawet nowotwory.
Ponadto ćwiczenia w wodzie oferują pewne korzyści, których nie można uzyskać na lądzie. Są to między innymi:
- mniejsze obciążenia stawów,

- bezpieczniejszy i mniej inwazyjny trening,

- angażowanie większej ilości mięśni,

- rehabilitacja podczas wykonywanych ćwiczeń,

- redukcja stresu,

- trening dla każdej grupy wiekowej.

## Aqua Aerobik przeciwskazania
Przed przystąpieniem do aktywności fizycznej powinniśmy skonsultować nasze problemy zdrowotne z lekarzem i dowiedzieć się czy na pewno możemy wykonywać dane ćwiczenia.Przeciwskazaniami do wykonywania Aqua Aerobiku są między innymi:
- niestabilna choroba wieńcowa,
- niewyrównana cukrzyca,
- infekcja przebiegająca z gorączką,
- silne zaburzenia rytmu serca,
- otwarte rany skóry, świeże rany pooperacyjne, świeże oparzenia, odmrożenia i odleżyny,
- alergia na chlor,
- niekontrolowana padaczka,
- choroby zakaźne,
- wady zastawek mięśnia sercowego,
- skrajna otyłość powyżej 40 BMI.